# Federazione cestistica dell'Honduras
La Federazione cestistica dell'Honduras è l'ente che controlla e organizza la pallacanestro in Honduras.
La federazione controlla inoltre la nazionale di pallacanestro dell'Honduras. Ha sede a Tegucigalpa e l'attuale presidente è Carlos Augusto Solis-Alvarez.
È affiliata alla FIBA dal 1953 e organizza il campionato di pallacanestro dell'Honduras.